# Teltschikturm

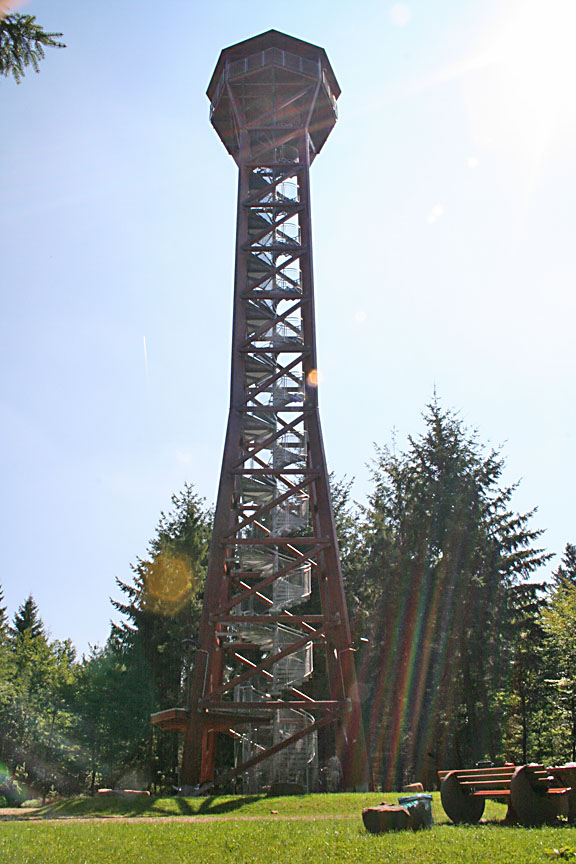
Teltschikturm

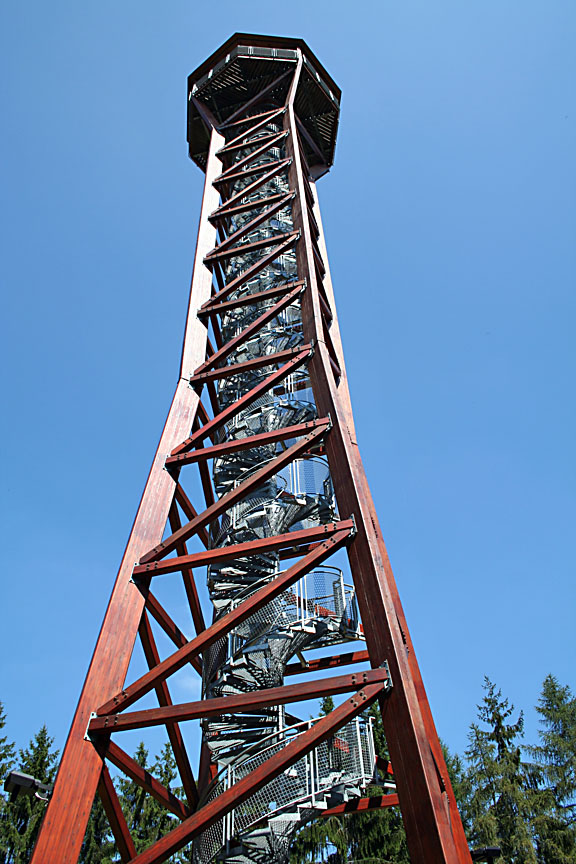
Teltschikturm

Der Teltschikturm ist ein 41 m hoher Aussichtsturm im Odenwald. Er steht bei Wilhelmsfeld im baden-württembergischen Rhein-Neckar-Kreis auf dem 529,5 m ü. NHN hohen Schriesheimer Kopf im Naturpark Neckartal-Odenwald.
Der 2001 gebaute Holzfachwerkturm wurde „zur Erinnerung an die 1945 verlorene Heimat im Sudetenland“ errichtet. Er wird manchmal abends beleuchtet und ist aus großer Entfernung aus der Oberrheinischen Tiefebene sichtbar. Der Turm bietet weite Aussicht überwiegend im Odenwald und besonders auf das nahe Wilhelmsfeld. Er ist baugleich mit dem 2002 errichteten Aussichtsturm Hohe Warte beim Pforzheimer Stadtteil Hohenwart.

## Geschichte und Baukonstruktion
Walter und Karin Teltschik finanzierten durch Spenden an die Gemeinde Wilhelmsfeld den Teltschikturm. Er wurde nach Entwürfen von Robert Teltschik errichtet. Die Grundsteinlegung fand am 4. April 2001 statt, das Richtfest am 18. Mai 2001 und die Einweihung am 17. Juni 2001. 2016 wurde unweit des Turms ein Gedenkstein an den Spender Walter Teltschik errichtet.
Die Konstruktion des 41 m hohen Turms tragen 40 Brettschichtbalken aus Lärchenholz, die sich auf ein Fundament aus etwa 65 m³ Stahlbeton gründen. Der Turm selbst wiegt etwa 44 Tonnen. Er hat 12 Aufstiegsplattformen, zwischen denen jeweils 16 Stufen der insgesamt 192-stufigen Stahlwendeltreppe im Turminneren liegen. Die Verbindungsteile der Turmkonstruktion und Teile der Treppe sind aus feuerverzinktem Stahl gefertigt. Der Boden der durch ein Kupferblechdach geschützten Aussichtsplattform auf 36 m Höhe besteht aus Eichenholzbohlen.

## Aussicht
Von der Aussichtsplattform des Teltschikturms sind erkennbar (im Uhrzeigersinn):
Im Odenwaldpanorama erhebt sich im Norden die Neunkircher Höhe (605 m), im Nordnordosten der Hardberg (593,1 m). Im Ostnordosten ist der Fernmeldeturm Reisenbach zu sehen, der etwas ostnordöstlich vom Gipfel der Hart (581 m) steht. Östlich liegt mit dem Katzenbuckel (626,8 m) der höchste Berg des Mittelgebirges. Im Südsüdwesten fällt der Blick auf den höchsten des Kleinen Odenwaldes, den Königstuhl (567,8 m), der den Fernsehturm Heidelberg, den Fernmeldeturm Heidelberg und den Fernmeldeturm der US-Streitkräfte Heidelberg trägt. Der nächste höhere Berg im Südwesten ist der 1 km entfernte Dossenheimer Kopf (538,9 m), im Westsüdwesten zwei- bis dreimal so weit der Weiße Stein (548,1 m) mit dem gut sichtbaren Fernmeldeturm Weißer Stein. Im Nordnordwesten ist am Odenwaldrand der Melibokus (517,4 m) erkennbar.
Bei guter Fernsicht sind außerhalb des Odenwaldes im Norden die höchste Erhebung Großer Feldberg (879,5 m) des Taunus zu sehen, im Südosten Teile der Schwäbischen Alb und im Süden mit der Hornisgrinde (1164,4 m) der höchste Berg des Nordschwarzwaldes in 104 km Entfernung. Ungefähr nach Westen hin bietet der Taleinschnitt des Kanzelbachs eine Perspektive auf die Oberrheinischen Tiefebene. Jenseits der Ebene sind im Westsüdwesten der Pfälzerwald mit der Kalmit (672,6 m) als höchstem Berg und dem Weinbiet (554 m) zu erkennen sowie im Westnordwesten das Nordpfälzer Bergland, das im Donnersberg-Massiv (686,5 m) gipfelt.

## Sonstiges
Die Turmbesteigung ist kostenlos. Am 1. Januar findet jedes Jahr das Neujahrsblasen am Teltschikturm statt, mit dem der Wilhelmsfelder Posaunenchor das neue Jahr begrüßt. Seit 2008 findet ein jährlicher Turmlauf statt. Ausgetragen werden sowohl Einzel- als auch Teamrennen. Die Siegermannschaft des Teamrennens gewinnt einen Wanderpokal.